# K3b
K3b — програма для запису компакт-дисків для UNIX-подібних операційних систем. Для своєї роботи використовує KDE (kdelibs), проте офіційно не входить до жодного з компонентів KDE і випускається окремо від нього. На офіційному сайті вказано що вона «оптимізована для KDE». Тісно інтегрована з аудіоплеєром Amarok і дозволяє записувати прямо з нього Audio CD, використовуючи базу теґів.